# Fracturació hidràulica

Esquema del fracking per a obtenir gas.

La fracturació hidràulica  o hidrofracturació (coneguda en anglès com hydraulic fracturing o fracking) és una tècnica per possibilitar o augmentar l'extracció de gas i petroli del subsol. El procediment consisteix en la injecció a pressió d'algun material al terreny, amb l'objectiu d'ampliar les fractures existents al substrat rocós que tanca el gas o el petroli, i afavorir, així, la sortida cap a l'exterior. Habitualment el material injectat és aigua amb sorra i productes químics, encara que ocasionalment es poden emprar escumes o gasos.
S'estima que aquesta tècnica és present en aproximadament el 60% dels pous d'extracció actualment en ús. A causa de l'augment del preu dels combustibles fòssils, que ha fet econòmicament rendibles aquests mètodes, se n'està popularitzant l'ús en aquests últims anys, especialment als EUA. Hi ha una gran controvèrsia sobre el perill mediambiental derivat d'aquesta tècnica, ja que a més d'un gran consum d'aigua, és habitual que amb la sorra s'incloguin multitud de compostos químics, la finalitat dels quals és afavorir la fissura o fins i tot la dissolució de la roca, i que podrien contaminar tant el terreny com els aqüífers subterranis. Respecte a això, la NGSA (associació nord-americana de subministradors de gas natural) afirma que no s'ha confirmat cap cas de contaminació d'aqüífers fins a la data.

## Història
Les injeccions al subsol per afavorir l'extracció de petroli es remunten fins al 1860, en la Costa Est dels Estats Units, emprant en aquell temps nitroglicerina. El 1930 es van començar a utilitzar àcids en lloc de materials explosius, però és el 1947 quan s'estudia per primera vegada la possibilitat d'utilitzar aigua. Aquest mètode va començar a aplicar-se industrialment el 1949 per l'empresa Stanolind Oil. En 1997, l'empresa Mitchell Energy, liderada pel seu fundador George P. Mitchell, va dur a terme la primera fracturació hidràulica comercial i també va fer que aquesta primera fracturació, feta en el jaciment de Barnett Shale, fos viable econòmicament.
Amb l'aigua s'inclou una certa quantitat de sorra per evitar que les fractures es tanquin quan s'aturi el bombament, i també s'afegeix entorn d'un 1% d'additius, compostos de fins a 500 productes químics, la funció dels quals és potenciar l'efectivitat de la fractura. Tanmateix no és fins a l'any 2002 quan es combina l'ús d'aigua tractada amb additius que redueixen la fricció amb la perforació horitzontal i la fractura en múltiples etapes.
Als Estats Units s'estima que la generalització d'aquest mètode ha augmentat les reserves provades de gas al voltant d'un 40% en quatre anys. Fins al 2010, es calcula que s'han realitzat 2,5 milions de fractures hidràuliques a tot el món. A Europa no existeix una regulació específica sobre la tècnica del fracking.
A Espanya, el Ministeri d'Indústria i comunitats autònomes com el País Basc o Castella i Lleó estan concedint permisos d'investigació, malgrat la disconformitat de diverses organitzacions.

## Procés
La fracturació química, utilitzant paraules senzilles, és una tècnica que serveix per augmentar o fer possible l'extracció de gas i petroli que es troba dipositat al subsol.
El procediment consisteix en la realització d'un forat vertical, d'uns 2000 metres de profunditat, i, posteriorment, en la realització d'aquest pou. Es continua perforant entre 1000 i 3000 metres de manera perpendicular al primer pou, és a dir, paral·lelament a la superfície.
Tot seguit, s'injecta al terreny aigua a molta pressió, prèviament barrejada amb material de suport (normalment sorra) i additius de naturalesa química que serveixen per ampliar les fractures recents, última barrera entre el gas o el petroli i l'exterior.
S'ha de remarcar també que com més profund és un pou, amb més pressió s'ha d'administrar a l'aigua.

## Legislació
Com en molts aspectes jurídics i d'altres camps, Estats Units sol diferenciar-se sempre de la resta, així que aquest apartat dedicat a la legislació es dividirà en dues parts: la legislació als EUA i la legislació a la resta del món.
Com algú ja pot saber, sota el terra dels EUA hi ha una gran quantitat de bosses amb gas natural, així com molts jaciments amb grans quantitats de petroli, els quals l'han constituït en el productor més gran de gas i petroli i, per tant, un dels exportadors més importants del món.
Els americans, coneixedors de la seva gran sort geològica, han cercat per terra, mar i aire mètodes per aconseguir treure de sota el subsol la màxima quantitat de gas i petroli, per molt inaccessible que fos. Aquesta avarícia els ha conduït al fracking, el qual, gràcies a ser l'únic mètode per explotar determinats jaciments, s'ha guanyat la condició de ser "el nen de papà”. L'explicació sobre la utilització d'aquest terme és molt senzilla. El fracking gaudeix actualment d'exempcions en molts apartats de nombroses lleis federals, la majoria de caràcter mediambiental com són el “Clean Air Act” (llei per aire net), “Clean Water Act” (llei per aigua neta) i “Safe Drinking Water Act” (llei per al dret a aigua potable). Fins i tot estan exempts de la llei per a la recuperació i conservació dels recursos, fet no gaire lògic tenint en compte la quantitat faraònica d'aigua que es fa servir en una excavació.
Per acabar-ho d'adobar, les empreses que es dediquen a aquestes pràctiques, no estan obligades a publicar el contingut exacte de certes substàncies utilitzades com a additius en el fluid global, al·legant el “secret comercial”, és a dir, per evitar donar informació a la competència. Malgrat això, alguns estats han legislat a favor que la composició dels fluids utilitzats sigui pública.
Actualment, només tres estats dels 50 que formen EUA han prohibit la pràctica del fracking, com, per exemple, l'estat de Nova York, que té importants reserves de gas natural sota el subsol.
Pel que fa a la legislació en la resta del món, quan es fa referència a una quantitat de països molt gran, també ens trobem una varietat de legislacions molt gran. Tot seguit es repassen alguns països, abans, però, cal remarcar que el Parlament Europeu recomana la regulació del fracking i que es facin públics els components utilitzats en les perforacions: en Espanya el Senat va aprovar una llei de garantia del subministrament elèctric, la qual inclou el fracking com a alternativa a l'hora de generar energia, però només en certes comunitats autònomes (Balears, Canàries i Ceuta i Melilla). Aquesta llei és totalment oposada a la qual va dur a terme el govern de Cantàbria que ha prohibit la pràctica en les seves terres; a Bulgària s'ha prohibit rotundament qualsevol pràctica relacionada amb la fracturació hidràulica; a la Gran Bretanya es va acabar una moratòria que havien posat de 18 mesos, i ara es promou la utilització de la tècnica basant-se en la gran inversió que és i pot arribar a ser; sortint una mica de les fronteres “europees”, a Turquia s'està començant a gestar una gran explotació de gas i petroli per mitjà del fracking, mentre que a l'Índia es duu a terme des de fa un cert temps (abans s'havia fet un estudi econòmic per saber si seria rendible); Llatinoamèrica, concretament Argentina, acapara quasi tota l'exportació de gas i petroli gràcies a la seva riquesa geològica i, en un cas semblant al dels EUA, també s'empeny en treure el màxim profit possible; per acabar, existeixen moratòries al Canadà i Sud-àfrica semblants a les de Gran Bretanya.

### Efectes econòmics
Evidentment, un nombre més gran de jaciments que adopten aquesta pràctica comporta una major quantitat de gas i petroli extreta del subsol i també, conseqüentment, una major quantitat d'ingressos del país que ha dut a terme la fracturació hidràulica. Per tant, la resposta a la pregunta: “El fracking és rendible?”, és sí.
L'explicació és molt senzilla: si s'extreu més combustible les empreses que realitzen el fracking guanyen més diners, d'aquesta manera s'adonen que la pràctica continuada els proporciona més ingressos. Així doncs, augmentaran el nombre d'excavacions i, per tant, hauran de contractar més treballadors. En això rau el primer benefici d'aquesta pràctica: hi haurà més llocs de treball (a EUA 2,1 milions) i, conseqüentment, menys atur. El següent benefici ve a continuació: com més elevat sigui el nombre de treballadors, més s'elevarà l'economia del país.
Així que el fracking és viable per a l'economia, però el que s'hauria de plantejar és si és viable per a la salut humana i mediambiental.

## Fluids hidràulics de fracturació i el seu contingut
Els fluids injectats amb gran pressió estan compostos bàsicament d'aigua i arena i, en menor mesura (<2%), d'additius químics. L'arena introduïda en els fluids es fa servir bàsicament per mantenir obertes les esquerdes generades en les roques per l'aigua a pressió. Aquest baix percentatge d'additius és suficient perquè es treballa a gran escala. Els productes introduïts es troben dins d'un ampli ventall de compostos químics: des de compostos totalment inofensius, com el clorur sòdic (sal) o l'àcid cítric, fins a compostos que poden ser greument perjudicials per a la salut, com el naftalè o el benzè. Cada producte hidràulic de fractura és una barreja de compostos químics que intenten aconseguir un objectiu determinat, com per exemple, incrementar el poder de trencament del fluid, inhibir la corrosió àcida o moltes altres característiques, que permeten fer el procés més eficient.
Com s'ha pogut veure, el ventall de productes és molt ampli, utilitzant fins i tot cafè instantani, closques de nou o sabó per tal de dur a terme la fracturació. Per poder analitzar la naturalesa d'aquests additius, s'utilitzarà un estudi realitzat entre els anys 2005 i 2009, amb el qual es poden classificar i estudiar les característiques d'aquests compostos:
1. Components químics més utilitzats

En una llista realitzada pel Comitè d'Energia i Comerç de la Cambra de Representants dels Estats Units, en què hi ha 750 productes químics i altres components utilitzats en la fracturació hidràulica, s'ha estudiat quins són els més utilitzats, tal com s'observa en la taula 1.
Com s'observa, el més utilitzat és, amb diferència, el metanol, seguit de l'isopropanol. L'èter mono butílic d'etilenglicol, és el cinquè més utilitzat, però principalment destaca per la seva fàcil absorció i ràpida distribució en éssers humans després de la seva inhalació, ingestió o exposició cutània. Així doncs, cal estudiar la perillositat d'aquests compostos injectats.
2. Compostos químics tòxics
Dins d'aquesta llista de 750 productes químics n'hi ha 29 que són tòxics, ja sigui perquè són cancerígens, regulats per la Llei de l'Aigua Potable per la perillositat que comporten per a la salut humana, o perquè són perillosos per a la contaminació de l'aire.
Així doncs, les tres categories de perillositat que poden presentar són:
- Cancerígens: les companyies de fracturació hidràulica van utilitzar 95 productes, els quals contenien 13 tipus diferents de compostos cancerígens, com per exemple el naftalè (possible cancerigen humà), benzè (conegut cancerigen humà) o l'acrilamida (probable cancerigen humà).
- Regulats per la Llei de l'Aigua Potable: aquesta llei es regulen 53 compostos químics que poden causar efectes adversos en la salut humana, i són presents, o poden ser-hi, en l'aigua potable pública. En l'estudi realitzat entre 2005 i 2009, les empreses van utilitzar almenys 67 productes que contenien un dels vuit compostos regulats.
- Contaminants perillosos de l'aire: les companyies de fracturació hidràulica van utilitzar almenys 595 productes que contenien 24 tipus diferents de contaminants perillosos per l'aire, com per exemple el fluorur d'hidrogen, un perillós contaminant de l'aire que és altament corrosiu i un verí que causa efectes greus per a la salut. El metanol és el contaminant perillós per l'aire que apareix amb més freqüència en la fracturació hidràulica. Amb l'ajuda de l'article utilitzat, es pot entendre millor les diferents propietats i característiques dels additius utilitzats. Ara, es realitzarà un estudi dels més importants:

Entre tots els compostos que figuren com a additius en les aigües de fractura hidràulica destaca, pel nombre de casos en què es fa servir, el metanol.
El metanol, anomenat també alcohol etílic i, en altres casos, alcohol de fusta, és l'alcohol més simple. A més, mentre que és líquid en condicions normals, també pot ser soluble en l'aigua, ja que té una densitat inferior que l'aigua, és volàtil, inflamable i verinós.
Perillositat
Està classificat com a Tòxic (T) i inflamable (F):
| Frases R | Frases S |
| --- | --- |
| - R11-Fàcilment inflamable. - R23/24/25- Tòxic per inhalació, per ingestió i en contacte amb la pell. - R39/23/24/25- Tòxic: perill d'efectes irreversibles molt greus per inhalació, contacte amb la pell i ingestió. | - S1/2 Conserveu sota clau i mantingueu fora de l'abast dels nens. - S7 Mantingui's en recipient ben tancat. - S16 Conservar allunyat de tota flama o font d'espurnes. No fumar. - S45 En cas d'accident o malestar, aneu immediatament al metge (si és possible, mostreu-li l'etiqueta). - S36/37 Feu servir indumentària i guants de protecció adequats. |

Un dels seus principals usos és com a combustible. Durant la 2a Guerra Mundial va ser usat com a “substància M” per ser cremat en la propulsió de coets alemanys. Secundàriament, es fa servir com a dissolvent i anticongelant en oleoductes.
Finalment, existeix un ús més precís i delicat del metanol, en les piles de combustible, les quals s'estan estudiant per a ser miniaturitzades.
En segon lloc apareix l'isopropanol (alcohol isopropílic i també 2-propanol): és el segon compost més usat com a additiu. És incolor, inflamable i nociu depenent de la concentració. És miscible en aigua a temperatura ambient i insoluble en solucions de sals. És menys dens que l'aigua i el seu punt d'ebullició és també inferior.
Perillositat: Inflamable (F)
| Frases H | Frases P |
| --- | --- |
| - H225: Líquid i vapor altament inflamable - H319: causa serioses irritacions oculars - H336: pot provocar somnolència o marejos | - P210: Mantenir allunyat de la calor, superfícies calentes, espurnes, flames obertes i altres fonts d'ignició. No Fumar. - P261: Eviteu respirar la pols / el fum / el gas / la boira / els vapors / l'aerosol. - P305+351+338: si entra en contacte amb els ulls: esbandir amb aigua abundant durant diversos minuts, evitar fer servir lents de contacte. |

Trobem aplicacions per a aquesta substància com a solvent, en medicina (desinfectant i anestèsic recent), additiu de fuel i, en laboratori en l'extracció de DNA.
En tercer lloc, apareix el sílice, en la seva forma cristal·lina. Normalment insoluble en aigua, depenent de la seva forma cristal·lina és sòlid a temperatura ambient.
No s'ha registrat cap perill notori en la seva manipulació/ús en reaccions químiques. No és així si mirem en l'estat en el qual es manipula: si es presenta el sòlid en partícules de pols finament dividides pot provocar, en pocs segons, silicosis, bronquitis i, depenent de l'afectació, fins i tot càncer de pulmó.
La següent taula conté dades extretes d'un document anomenat Químics usats en fractura hidràulica, del comitè d'energia i comerç de la Cambra de Representants dels Estats Units, de l'any 2011.
Sigles: HAP: Hazardous Air Pollutants. 
SDWA: Safe Driking Water Act Chemicals.

## Repercussions ambientals
Les principals repercussions possibles són l'emissió a l'atmosfera de contaminants, la contaminació d'aigües subterrànies a causa dels fluxos incontrolats de gas o fluids causats per erupcions o vessaments, la fuga de fluids de fracturació i l'abocament incontrolat d'aigües residuals. Els fluids de fracturació contenen substàncies perilloses i el seu reflux conté, a més, metalls pesants i materials radioactius procedents del dipòsit.
Les dades de les experiències obtingudes als Estats Units mostren que, d'una banda, es produeixen nombrosos accidents que poden danyar el medi ambient i la salut humana. Entre un 1% i un 2% dels permisos de perforació violen les obligacions legals. Molts d'aquests accidents es deuen a una manipulació incorrecta de l'equip o a fugues. D'altra banda, a prop dels pous de gas s'ha registrat contaminació d'aigües subterrànies amb metà, que en casos extrems poden provocar l'explosió d'edificis residencials, així com amb clorur de potassi, que provoca la salinització de l'aigua potable. Una altra repercussió inevitable de l'extracció de gas d'esquist és un alt índex d'ocupació de terra a causa de les plataformes de perforació, les zones d'aparcament i maniobra per a camions, equips, instal·lacions de processament i transport de gas, així com les carreteres d'accés.

### Contaminació d'aigües subterrànies i de consum humà
La contaminació d'aigües subterrànies pot ser causada o bé per fugues en el subsol o bé per accidents en la superfície associats al transport, emmagatzematge i manipulació de les substàncies perilloses emprades com a additius en els fluids hidràulics de fracturació.
L'altre mecanisme de contaminació de les aigües prové de les aigües de reflux, que són aquelles que es generen un cop s'ha produït la fracturació hidràulica i que difereixen en composició respecte al fluid hidràulic emprat. Això es deu al fet que els additius poden reaccionar durant el procés, donant lloc a noves espècies i, a més, el fluid dissol espècies presents en el sòl tals com sals, metalls pesants, etc.
Tot i que les operacions de fracturació hidràulica es porten a terme en profunditats de 1000 metres o més, cal tenir en compte que durant la perforació, els aqüífers que es troben per sobre, poden ser penetrats. Habitualment, les mesures de seguretat prevenen que els productes químics del fluid hidràulic i les aigües de reflux entrin en contacte amb el sòl i les aigües subterrànies, tot i que es poden donar accidents degut al mal estat d'aquestes. En cas d'accident, la concentració de productes químics en les aigües depèn de les circumstàncies i no es pot predir de forma general.
Un estudi fet a Alemanya, proposa avaluar les concentracions del fluid hidràulic en relació amb les dilucions necessàries per assolir els valors límits per aigües de consum humà. Segons aquest criteri, les substàncies classificades com a perilloses quedarien per sota del límit després d'una dilució entre 1:10.000 i 1:100.000. Pel que fa als ions presents, la majoria d'aquests ja es troben per sota del límit sense necessitat de dilució i, en tots els casos, els requeriments són assolits després d'una dilució de 1:1000. Un altre paràmetre significatiu seria el TOC (total organic carbon), ja que les substàncies orgàniques poden ajudar en el creixement de microorganismes. La concentració típica de TOC seria assolida després d'una dilució entre 1:1.000 i 1:10.000, depenent de la composició del fluid hidràulic estudiat.
Tal com es va fer per les aigües de consum humà i subterrànies, es van analitzar i avaluar les concentracions de metalls pesants i hidrocarburs presents en les aigües de reflux. Respecte als metalls pesants, la majoria de les mostres analitzades en l'estudi estan en un interval inferior a 0,1mg/L. Així doncs, en la majoria dels casos una dilució de 1:100 és suficient. En el cas de l'antimoni, el mercuri i el zinc, seria necessària una dilució de 1:1000. Els BTEX (benzè, toluè, etilbenzè i xilens) presenten un interval ampli entre 0,07 i 19,4 mg/L, sent el benzè el compost majoritari amb una concentració de fins a 13 mg/L. Respecte als carburs aromàtics policíclics, la concentració total mesurada va ser de fins a 10 mg/L. A més de la possible contaminació d'aigües durant la pràctica, una altra qüestió rellevant és la quantitat d'aigua que s'empra durant el procés. La fractura hidràulica, típicament requereix entre 8.000 i 80.000 metres cúbics d'aigua per cada pou, més un 25% addicional associat a la perforació, l'extracció i la mineria de la sorra i l'agent de sostent. Tot i que el volum d'aigua emprat és gran, és relativament petit en comparació amb el volum emprat en altres usos. Per exemple, a Texas el volum d'aigua emprat en el fracking anualment suposa menys de l'1% del total, mentre que a Barnett consisteix entre un 10-30%. A més, comparant el volum d'aigua utilitzat amb la quantitat d'energia obtinguda, es demostra que altres mètodes d'obtenció d'energia com el carbó, nuclear i l'extracció de petroli necessiten 2, 3 i 10 cops més aigua per generar la mateixa quantitat d'energia.

### Impacte sobre la qualitat de l'aire
L'ús de fonts d'energia no convencionals pot reduir la pol·lució atmosfèrica o bé provocar emissions nocives. Per una banda, les extraccions de gas i petroli no convencionals s'acostumen a allargar més temps que les convencionals, provocant una prolongació en la durada d'emissió de gasos. Per altra banda, la substitució del carbó pel gas natural en la generació d'energia, podria reduir substancialment les emissions de diòxid de carboni, partícules (PM), òxids de nitrogen diòxid de sofre i metalls com per exemple mercuri.
El conjunt de procediments que acompanyen el fracking', causen diversos tipus d'emissions que inclouen diòxid de carboni, òxids de nitrogen i PM durant la preparació de la infraestructura, a causa de l'ús de vehicles i maquinària, així com en el procés de bombament del fluid. Durant la finalització del pou, el gas natural i el petroli comencen a pujar, en molts casos, acompanyats per part de l'aigua i dels agents químics emprats en la fracturació de la roca. En alguns casos, depenent de la legislació vigent, les aigües residuals són conduïdes a contenidors oberts dels què pot fluir metà i compostos orgànics volàtils (VOCs) cap a l'aire. Les emissions potencials durant el procediment inclouen emissions de gas natural o vapors provinents del petroli. Aquestes emissions depenen de la composició mateixa del gas produït i poden incloure metà, VOCs, com el benzè i el toluè i, fins i tot, sulfur d'hidrogen. Altres perills són les concentracions majors de les habituals de metà, compostos més elevats de vint hidrocarburs i altres tòxics com sulfur d'hidrogen, metanol, tenen una major massa molecular, i compostos sospitosos de provocar càncer com els BTEX, sent la principal font d'aquests la ventilació de contenidors oberts en què s'emmagatzemen les aigües de reflux. Tot i això, l'emissió de gasos amb efecte d'hivernacle causada per la pràctica del fracking es veuria reduïda en un 0,5%, a causa de la disminució del preu del gas natural i la conseqüent disminució de l'ús d'energia provinent d'altres fonts com el carbó, l'energia nuclear i les energies renovables. Així doncs, el desenvolupament de les energies no convencionals podria disminuir l'emissió d'alguns contaminants atmosfèrics, desplaçant l'ús de carbó, tals com el diòxid de carboni, els òxids de nitrogen, el diòxid de sofre, el mercuri i, en general, dels gasos amb efecte d'hivernacle, sobretot si s'aconsegueix reduir les fugues i les emissions associades al procés.

### Terratrèmols induïts
La reactivació de falles produïda per la fractura hidràulica, l'eliminació d'aigües residuals i altres processos, tenen lloc per un mecanisme en què es redueix l'estrés efectiu de la zona de la falla mitjançant l'increment de la pressió del porus. Aquest augment de la pressió permet que l'energia elàstica emmagatzemada en la roca sigui alliberada més fàcilment. En qualsevol cas, la quantitat de terratrèmols induïts atribuïts al fracking és petita comparada amb altres activitats com la mineria i les preses d'aigua i, en cap cas, aquests han estat de magnituds superiors a 4.0. Si bé és cert que des del 2001, el nombre de terratrèmols majors o iguals a 3.0 Mw observats al centre dels Estats Units ha augmentat de 21 a 100 per any. En la injecció d'aigües residuals, la magnitud dels terratrèmols acostuma a ser superior, arribant als 5,7 Mw. El cas de terratrèmol induït atribuït a aquesta pràctica de magnitud més elevada es va donar el 2011, prop de Prague, Oklahoma causant la destrucció de 14 cases i ferint dues persones. En aquest cas, però, el terratrèmol va ser precedit per un altre terratrèmol de 8.8 Mw que es va donar a Xile. Així doncs, els terratrèmols notables induïts per qualsevol mena d'injecció de fluids són poc comuns, però poden arribar a magnituds capaces de danyar edificis i ferir persones.

### Salut
Les evidències disponibles indiquen que els riscos potencials de la pràctica del fracking en la salut pública (que impliquen les emissions associades a aquesta) són petites si les operacions són efectuades i regulades correctament. Aquests riscos es deriven dels riscos de contaminació d'aigües i atmosfera prèviament comentats, així com dels perills implícits dels agents químics emprats. Pel que fa a la qualitat de l'aire, es preveuen efectes neurològics causats,sobretot, per l'exposició al trimetilbenzè, i efectes hematològics, respiratoris i del desenvolupament causats per la combinació dels diferents agents tòxics. També un major risc de contraure càncer en els residents a menys de mitja milla de llocs de perforació, sent el benzè i el etilbenzè els principals contribuïdors d'aquest últim. A més, és possible que elements radioactius com el radó siguin alliberats per la fracturació hidràulica en les aigües de reflux arribant a l'atmosfera. Amb tot, és poc probable que això impliqui una exposició radioactiva pública significativa.
Respecte a la contaminació d'aigües, aquesta pot presentar riscos, donada la composició química i el volum del fluid hidràulic, així com de les aigües residuals i de reflux. Tenint en compte el control que pateixen les aigües abans de ser consumides o emprades pels éssers humans, és molt poc probable que es generin malalties per aquesta via. Tot i que sembla que els riscos no són elevats, donada la naturalesa dels productes químics emprats i mobilitzats en la pràctica del fracking és primordial conèixer quins són en cada pràctica i assegurar que el procés s'està efectuant en les màximes condicions de seguretat.